# Ультиматум (игра)
Ультиматум (англ. The ultimatum game) — классическая игра дележа, используемая в исследованиях преимущественно в экспериментальной экономике для изучения неэгоистических предпочтений. Впервые была описана и использована в 1982 году в статье В. Гута, Р. Шмиттбергера и Б. Шварца. На данный момент игра является распространенным инструментом экономических экспериментов благодаря своей простоте.

## Дизайн игры
В игре участвуют два игрока: A и B. Игроку A выдается определённая сумма денег. Затем ему предлагается поделить эту сумму между собой и игроком B в любой пропорции, после чего игрок B может либо принять долю, предложенную игроком А, и тогда сделка совершается, либо отказаться. Во втором случае оба игрока лишаются выигрышей и остаются ни с чем. При этом вся информация об игре и её правила известны обоим участникам заранее.

## Равновесие
В игре, согласно классической теории максимизации выгоды, какую бы долю больше нуля игрок А ни предлагал, игроку B всегда выгодно соглашаться, ведь в противном случае выигрыши обоих участников равны нулю. Поэтому игроку А выгоднее предлагать минимально возможную долю и максимизировать собственный выигрыш, а второму игроку — принять эту долю и получить выгоду больше нуля. Данное утверждение верно с предпосылкой о том, что оба агента рациональны и максимизируют свой выигрыш.
Однако в реальности множество проведенных экспериментов показало, что первый игрок предлагает игроку B в среднем долю 30-40 % от изначальной выданной суммы. Вместе с тем предложения долей меньше 20 % чаще всего отвергаются игроком B. Эти результаты не согласуются с равновесием Нэша в теории игр.

## Трактовка результатов
Существует несколько вариантов того, почему игроки предлагают значимые доли:
1. Страх того, что второй игрок отклонит предложение. Даниель Канеман упростил игру «Ультиматум», сделав роль второго игрока пассивным, то есть первый игрок просто делил определённую сумму между собой и другим игроком без риска потерять выигрыш (игра «Диктатор»). В таком случае в игре «Диктатор» первый игрок не должен отдавать второму ничего, так как риск потерять собственную долю исчез.
2. Чувство справедливости, доброта первого игрока. В данном случае предлагаемая доля должна быть одинаковой как в «Ультиматуме», так и в «Диктаторе».

Однако результаты лабораторных экспериментов с добавлением игры «Диктатор» показали, что дележи становятся меньше, чем были в «Ультиматуме», но не доходят до нуля, что свидетельствует о том, что люди руководствуются неэгоистическими предпочтениями.
Со стороны второго игрока отказ от долей меньше 50 % часто объясняется сложноконтролируемым желанием наказать игрока за несправедливое отношение к нему или же так называемым альтруистическим наказанием, то есть желанием преподать урок первому игроку за несправедливый дележ, чтобы в будущем он с меньшей вероятностью сделал такой же в игре с другими индивидами. Эти объяснения тесно связаны с эффектом избегания неравенства.

## Результаты экспериментов
Множество экспериментов было проведено с игрой «Ультиматум». Учитывая различные варианты, исследователи изучали поведения людей при небольших изменениях стандартной игры. Например, были изучены дележи игры в закрытых племенах и сообществах в статье Henrich et al. (2001), и выяснилось, что различия обществ по хозяйственной организации и степени интеграции рынков значительно влияют на решения о дележе. Так, чем выше степень интеграции рынков и отдача от сотрудничества (того, как взаимодействие с другими людьми важно в экономическом плане) в племени, тем выше предлагаемая доля. В Индонезии в сообществе Ламелара основным видом деятельности является китобойный промысел, для которого необходима совместная работа по крайней мере 7-8 человек, поэтому средний размер предлагаемой доли составил 58 % от суммы. То есть необходимость в большой кооперации приводит к необходимости совместного распределения излишков. В свою очередь, в племени Мачигуенга семьи экономически независимы и редко участвуют в деятельности, требующей помощи извне, поэтому доля дележа составила 26 %, причем отказов по результатам исследования практически не было, учитывая, что 75 % всех долей были ниже 30 %.
Также есть основание полагать, что величина общей суммы и соответственно дележа в абсолютном выражении имеют значение. Чем выше предложение в абсолютной величине, тем ниже вероятность отказа, даже если доля относительно изначальной суммы такая же. Проведение эксперимента в Индии с вариантами 20, 200, 2000, 20000 рупий показало значительную вариацию в поведении игроков при увеличении ставок: при наибольшей ставке отказ выбрал лишь один участник из 24-х; при наименьшей ставке отказов было 36 %.